# یوری لبدیو
یوری لبدیو (روسی: Юрий Васильевич Лебедев؛ زادهٔ ۱ مارس ۱۹۵۱) بازیکن هاکی روی یخ اهل روسیه است.